# Henri Hayden
Pour les articles homonymes, voir Hayden.
Henri Hayden est un peintre et lithographe français d'origine polonaise, né le 24 décembre 1883 à Varsovie et mort à Paris le 12 mai 1970.

## Biographie
Henryk est le fils de Maximilien Hayden-Wurzel et de Gustawa Lukrec.
Henri Hayden, « sous la pression parentale », suit en 1902 des études d'ingénieur à l'École polytechnique de Varsovie mais s'inscrit parallèlement à l'École des beaux-arts.
En 1907, il s'installe à Paris dans un atelier situé boulevard Saint-Michel où il travaille dans une grande solitude, fréquentant cependant pendant quelques mois de l'année 1908 l'académie de peinture La Palette où enseignent Georges Desvallières et Charles Guérin. Il passe l'été 1908 à Pont-Aven et repart en Bretagne, au Pouldu, de 1909 à 1912.
En 1909, Hayden participe pour la première fois au Salon d'automne. En 1910, il fait la connaissance d'André Salmon. Sa première exposition personnelle se tient en 1911 à la galerie Druet à Paris. À partir de 1912 son admiration pour Paul Cézanne est telle que l'on qualifiera sa production jusqu'en 1914 de période « cézannienne ».[réf. nécessaire]
À partir des années 1914-1915, Hayden fréquente les cubistes et, recommandé par Juan Gris, signe en 1915 un contrat d'exclusivité avec la Galerie de L'Effort moderne que dirige Léonce Rosenberg, ardent défenseur des cubistes. Sa signature autographe figure sur l'un des feuillets signés par les convives du banquet mémorable donné le 31 décembre 1916 en honneur d'Apollinaire à l'Ancien Palais d'Orléans de l'Avenue du Maine.
Durant la Seconde Guerre mondiale, lors de l'Occupation allemande, Henri Hayden se réfugie dans un premier temps en Auvergne où il rencontre son ami Robert Delaunay. Ils rejoignent Mougins sur la côte d'Azur, mais l'avancée allemande de 1943 amène Hayden à se réfugier à Roussillon d'Apt (Vaucluse) où il se lie d'amitié avec Samuel Beckett.
De retour à Paris en 1944, Hayden découvre son atelier pillé.
En 1964, avec son épouse Juliette Géraud, il achète une maison à Reuil-en-Brie en Seine-et-Marne. Il y fréquente Samuel Beckett qui habite à quelques kilomètres de là, à Ussy-sur-Marne,.
À Paris, le couple habite un vieil appartement boulevard Raspail puis déménage au 25, rue du Montparnasse dans un studio neuf, quelques semaines avant la mort du peintre à l'hôpital Broussais à l'âge de 86 ans,.

## Œuvre

### Les différentes «périodes» de l'artiste
On peut distinguer - au moins - quatre « périodes » dans la production artistique de Henri Hayden.
- 1908-1915 : L'héritage de Gauguin et de Cézanne.
- 1915-1922 : L'expérience cubiste.
- 1922-1953 : L'incertitude. Des quatre périodes, la moins connue[14].
- 1953-1970 : L'épanouissement.

### Contributions bibliophiliques
- Erik Satie, Trois morceaux en forme de poire, programme de l'audition, une gravure sur bois originale d'Henry Hayden, festival Satie-Ravel, Association Lyre et Palette, 18 avril 1916[15].
- Joseph Kessel, Nuits de Montmartre, illustrations d'Henri Hayden, Éditions J. Ferenczi et fils, 1947.
- Jean Giono, Routes et chemins - Édition des peintres témoins de leur temps à l'occasion de leur XIe exposition au Musée Galliera, cinquante six planches hors-texte de dessins en fac-similé par Yvette Alde, Pierre Ambrogiani, Michel Ciry, Édouard Goerg, Henri Hayden, Camille Hilaire, Isis Kischka, Roger Lersy, José Palmeiro, Joseph Pressmane, Michel Rodde, Kostia Terechkovitch, Henry de Waroquier, Gabriel Zendel..., Éditions du Musée Galliera, 1962.

### L'œuvre lithographique
Henri Hayden va également produire de nombreuses estampes, surtout dans les dix dernières années de son existence. Une première série de lithographies — six marines de Cherbourg (Cherbourg-en-Cotentin depuis 2016) — a été réalisée en 1948 à partir de gouaches exécutées après la Seconde Guerre mondiale (1946-1947). Les lithographies suivantes, qui reproduisent les œuvres de sa maturité, ont été produites à partir du début des années 1960.

## Réception critique
- « Effectuant la synthèse de ses expériences réalistes et cubistes, il évoque la nature avec une extrême simplicité de moyens. Les paysages et les natures mortes des vingt dernières années de sa vie (Nature morte rouge, 1957, Musée national d'art moderne, Paris), réduits aux éléments et aux coloris les plus sobres, témoignent de la vision très personnelle de l'artiste. » — Les Muses, encyclopédie des arts[18].
- « Henri Hayden, figure majeure du cublisme, eut le courage (rare) de se libérer en 1921 d'une discipline dont il avait épuisé les ressources. Succédant à une longue période d'incessantes recherches, ses dernières œuvres nous livrent la poésie personnelle de ses natures mortes subtilement agencées, de ses paysages composés, de larges plages de couleurs aux rapports très affinés. » — Gérald Schurr[19].
- « Après quelques années - de 1908 à 1913 - durant lesquelles il compose en Bretagne des paysages marqués par l'influence de Gauguin, il oriente à partir de 1915 son cézannisme vers les disciplines cubistes, sous l'influence de Juan Gris et du sculpteur Lipchitz. Des formes intellectualisées auxquelles il renoncera en 1922 ; il écrira plus tard : "j'ai abandonné le cubisme parce qu'il m'a semblé que j'en avais épuisé toutes les ressources et que j'étais condamné à piétiner, à me répéter: je me suis aperçu, en faisant des essais d'après nature, que j'avais perdu toute sensibilité de l'œil". Après une longue période de recherche, il signe vers la fin de sa vie des paysages onduleux et souples, aux relations de tons décelant un œil d'une fine acuité et d'une grande sensibilité, et aux aplats colorés d'une simplification extrême. »— Gérald Schurr[20]. —
- « Il parvient à une plénitude plastique et colorée par un subtil équilibre entre la réalité d'un paysage et le pouvoir poétique de la "couleur abstractisée"... Ses paysages développent une palette très personnelle de verts, de terres brûlées, d'ocres brun et jaune, sur une surface plane délicatement modelée, afin de rendre l'espace toujours perceptible. Les objets simples de ses natures mortes procèdent de la même vie intérieure, par l'emploi particulier de la couleur. Samuel Beckett écrivait à son propos que peu d'artistes ont su "résister aux grandes tentations, celles du réel et du mensonge". » — Lydia Harambourg[21].

## Expositions

### Expositions personnelles
- 1931. Galerie Drouant, Paris[22].
- 1953. Galerie Suillerot, Paris.
- 1960. Exposition rétrospective, Musée de Lyon.
- 1962. Exposition rétrospective, Waddington Galleries, Londres.
- 1966. Exposition rétrospective, centre culturel d'Aix-en-Provence.
- 1968. Exposition rétrospective, « Hayden. Soixante ans de peinture 1908-1968 », Musée national d'art moderne, Paris[23],[9].
- 1970. Exposition rétrospective à la maison de la culture de Bourges.
- juin 1975. Galerie Suillerot, Paris[19].
- 1977. Exposition rétrospective des « Paysages de la Marne », musée d'art moderne de la ville de Paris.
- 1979. Exposition rétrospective, « Henri Hayden.1883-1970 », musée des beaux-arts de Rennes et musée d'art moderne André-Malrauxdu Havre[24].
- Décembre 1983 - janvier 1984. Centenaire de Henri Hayden, Galerie Suillerot, Paris[25].
- Septembre-octobre 1986. Henri Hayden - Peintures 1959-1969, Galerie Marwan-Hoss, Paris.
- 1991. Henry Hayden - Peintures et œuvres sur papier, 1911-1970, Galerie Marwan Hoss, Paris.
- 1994. Exposition rétrospective, musée d'Art moderne, Troyes.
- Juin-octobre 1997. Musée Thomas-Henry, Cherbourg-en-Cotentin.
- 2012. Galerie Browse & Darby, Londres.
- 2013  Exposition rétrospective “Henri Hayden 1883-1970”. Bibliothèque Polonaise de Paris.
- 2013. Exposition rétrospective, musée Villa la Fleur, Konstancin-Jeziorna, Pologne.
- 2017. Exposition hommage (mai-juin), Galerie Éric Baudet, Le Havre[21].

### Expositions collectives
- Salon d'automne, Paris, 1909.
- Salon des indépendants, Paris, 1913, 1920.
- Salon des Tuileries, Paris, jusqu'à 1939.
- Salle Huyghens, Paris, janvier-février 1917.
- Biennale de Menton, 1951, 1953.
- Biennale de Turin, 1959.
- Salon des peintres témoins de leur temps, Paris, 1962.
- Salon de mai, Paris, à partir de 1963.
- Exposition organisée à l'occasion des États généraux du désarmement, Cercle Volney, Paris, mai 1963.
- Premier Salon Biarritz - San Sebastian - École de Paris, peinture, sculpture : Yvette Alde, André Beauce, Jehan Berjonneau, Louis Berthomme Saint-André, Roland Bierge, Maurice Boitel, Andrée Bordeaux-Le Pecq, Rodolphe Caillaux, Jack Chambrin, Jean Cluseau-Lanauve, Paul Collomb, Jean-Joseph Crotti, Gen Paul, Antonio Guansé, Henri Hayden, Franck Innocent, Daniel du Janerand, Adrienne Jouclard, Jean Joyet, Georges-André Klein, Germaine Lacaze, André La Vernède, Robert Lotiron, Marcel Mouly, Jean Navarre, Roland Oudot, Maurice Verdier, Henry de Waroquier…, casino Bellevue, Biarritz et Musée San Telmo, Saint-Sébastien (Espagne), juillet-septembre 1965[26].
- De Bonnard à Baselitz, dix ans d'enrichissements du cabinet des estampes, Bibliothèque nationale de France, Paris, 1992[27].

## Collections publiques

### France
- Musée des beaux-arts de Nantes, Nature morte aux instruments de musique.
- Musée de Grenoble.
- Cabinet des estampes de la Bibliothèque nationale de France, 31 lithographies et un album, donation Henri Hayden[27].
- Musée national d'art moderne, Paris, Les trois musiciens, 1919-1920.
- Musée des beaux-arts de Lyon, Jazz band, dit aussi Les trois musiciens, 1920.
- Musée d'art moderne de Troyes :
  -     - Nature morte avec personnage, 1913.
    - Nature morte cubiste, 1918.
    - Nature morte au coquillage rouge, 1963.
    - Vue sur Sammeron, 1966.

### Danemark
- Statens Museum for Kunst, Copenhague.

### Espagne
- Musée européen d'art moderne, Barcelone.
- Musée national centre d'art Reina Sofía, Madrid.

### États-Unis
- Museum of Modern Art, New York.

### Pologne
- Musée de Silésie, Katowice.

### Royaume-Uni
- Tate Gallery, Londres.

### Roumanie
- Musée national d'art de Roumanie, Bucarest.

### Suède
- Musée d'art moderne de Stockholm.

### Suisse
- Musée du Petit Palais, Genève, Les trois Pierrots, 1914.

### États-Unis
- Art Institute of Chicago.
- Fondation Barnes, Philadelphie.

#### Ouvrages généraux
- Jean-Albert Cartier, « Henry Hayden 1883 », Les cahiers d'art-document, Genève, Pierre Cailler, no 22,‎ 1955, p. 18Une photographie de l'artiste et sept photographies en noir et blanc.
- Jean Selz, Hayden, Genève, Pierre Cailler, coll. « Peintres et sculpteurs d'hier et d'aujourd'hui », 1962, 48 p.103 illustrations dont 9 en couleurs.
- Les Muses, encyclopédie des arts, Éditions Gtange-Batellière, 1969-1974.
- Dictionnaire universel de la peinture, Le Robert, 1975.
- Pierre Mazars, Jean-Marie Dunoyer et Jean Selz, L'année de la peinture, Calmann-Lévy, 1980.
- Françoise Woimant, Marie-Cécile Miessner et Anne Mœglin-Delcroix, De Bonnard à Baselitz, estampes et livres d'artistes, B.N.F., 1992.
- Patrick-F. Barrer, L'histoire du Salon d'automne de 1903 à nos jours, Arts et Images du Monde, 1992.
- Gérald Schurr, Le Guidargus de la peinture, Les Éditions de l'Amateur, 1996.
- Emmanuel Bénézit, Dictionnaire des peintres, sculpteurs, dessinateurs et graveurs, Gründ, 1999.
- Christian de Bartillat, Deux amis. Becket et Hayden, Etrepilly, Les presses du village, 2000, 128 p..
- Jean-Pierre Delarge, Dictionnaire des arts plastiques modernes et contemporains, Gründ, 2001.
- (en) Philippe Chabert et Christophe Zagrodzki, Hayden, Paris, Fragments éditions, 2005, 201 p. (ISBN 2-912964-84-9).
- Christophe Zagrodzki, HENRI HAYDEN 1883-1970, Société Historique et Littéraire Polonaise, 2013, 112 p.  (ISBN 83-89092-48-4).
- Artur Winiarski, Henri Hayden Mistrzowie, École de Paris, Muza, Varsovie, 2013, 224 p.  (ISBN 978-83-7758-476-7).
- Nadine Nieszawer, Deborah, Arthur et Boric Princ, Marie Boyé-Taillan et Paul Fogel (préface de Claude Lanzmann), Artistes juifs de l'École de Paris, 1905-1939, Éditions Somogy, 2015.

#### Catalogues d'expositions
- Hayden (1960) Musée de Lyon, Lyon. Introduction de Jean Cassou. Non paginé. 115 œuvres référencées. 11 reproductions N&B, 2 planches en couleurs.
- Henri Hayden (1962) Waddington Galleries, London. 22 novembre - 22 décembre. Non paginé. 39 reproductions en noir et blanc, 39 œuvres référencées.
- Hayden. Soixante ans de peinture 1908-1968 (1968). Musée National d'Art Moderne, Paris. 3 mai au 2 juin. Introduction de Jean Cassou. Non paginé.
- Hayden (1970) Musée de Bourges, Bourges. 20 mai - 10 juillet. Introduction de Jean Goldman. Non paginé. 60 œuvres référencées, dont plusieurs "variations gouachées". 10 reproductions N&B.
- Henri Hayden. Paysages de la Marne (1977) Musée d'Art Moderne de la Ville de Paris, Paris. Février-mars. Non paginé. 20 reproductions en noir et blanc, 6 planches couleurs, 77 œuvres référencées dont 18 gouaches et 9 dessins.
- Henri Hayden.1883-1970. Rétrospective (1979) Musée des beaux-arts de Rennes, Musée des beaux-arts du Havre. 14 mars - 14 mai 1979 (Rennes), 12 septembre - 15 octobre 1979 (Le Havre). 48 pages. (19 reproductions en noir et blanc, 4 planches couleurs, 55 œuvres référencées).
- Henri Hayden (1994), Rétrospective au Musée d'Art Moderne, 29 juin - 26 septembre, Troyes ; 92 p.
- Henri Hayden. 1883-1970 (1997), Musée Thomas Henry, Cherbourg ; 123 p.
- Henri Hayden, Œuvres cubistes, 1914-1921. 2005 à la galerie Zlotowski à Paris.
- Henri Hayden 1883-1970. Exposition à la Bibliothèque Polonaise de Paris 12.VI.2013 - 12VII.2013.
- Henri Hayden, Mistrzowie École de Paris, Rétrospective (2013) au Musée Villa la Fleur, Pologne, 20 septembre - 31 décembre 2013. 224 pages.